# Enrique Victoria Fernández
Enrique Victoria Fernández (Managua, Nicaragua, 18 de agosto de 1925-Lima, 25 de febrero de 2018) fue un actor y guionista peruano.

## Biografía
Nació en el consulado peruano de Managua, Nicaragua, y sus padres fueron Carlos Victoria y la cantante y actriz chilena Lidia Fernández de Soroya. De Nicaragua pasó a Venezuela donde hace sus estudios primarios y secundarios, luego ingresa a la Universidad Andrés Bello de Caracas en la especialidad de Letras, que no concluyó, de allí Copiapó, Chile donde vive su infancia y a los siete años, luego de la temprana muerte de sus padres, es adoptado por Luis García y Julia Serrano. Se integra a la Compañía de Teatro de los Hermanos Gassols junto con su hermana Nury. La primera obra en la que participa fue Su lado flaco.
Llega a Lima en 1939, sigue en el teatro pero realiza diversas actividades. Posteriormente tuvo que vender de todo para mantener a sus hijos: televisores, jugos, frutas en la calle de Buenos Aires. Como nadie lo conocía como actor, no lo llamaban y como necesitaba comer, mantener a su familia, se consiguió un carrito ambulante, se vestió de blanco de la cabeza a los pies y pintó su carrito, también de blanco. Con guantes de cirujano cogía las frutas y atendía, la forma de hablar y buenas maneras le dieron éxito y cuando un día echaron a los ambulantes porque hacían bulla, todos se fueron menos él, el peruano de blanco.
Injustamente postergado, en un momento los empresarios del Perú le aplicaron un veto que después superó, tuvo que trabajar mucho, en Lima para sobrevivir, se fue a Ecuador como payaso. En algún momento fue ateo, pero volvió a creer porque según testimonio "Él le demostró que existía."
Como presidente de la Asociación Nacional de Artistas, Intérpretes y Ejecutantes (ANAIE), fue propulsor de La Ley del Artista.
Por su avanzada edad, experimentó en sus últimas apariciones públicas diversos problemas de salud. A fines de 2015 sufrió una caída en pleno escenario durante una obra teatral que se presentaba en La Convención,  Cusco, por lo tuvo que ser hospitalizado. En noviembre de 2016, sufrió un surmenage, lo que agravó una artrosis severa en sus rodillas, impidiendo que el actor camine con normalidad.
Falleció en su casa, la mañana del domingo 25 de febrero de 2018, en compañía de su familia. Sus restos fueron velados en el Salón Nasca del Ministerio de Cultura con la presencia de sus familiares, amigos y seguidores de su carrera, y cremados el martes 27 de febrero en un cementerio de la ciudad de Lima.

## Filmografía
- Mercado Negro (1952-1953)
- Yo la quería patita (1961)
- El embajador y yo (1968)
- La muralla verde (1970)
- Alias "La Gringa" (1991)
- El Pescador de los Siete Mares (1992)
- Asia, el Culo del Mundo (1992)
- Imposible amor (2000)
- Soledad.com (2007)
- El Acuarelista (2008)
- Viaje a Tombuctú (2014)
- Viejos amigos (2014)

## Televisión
Más de 30 telenovelas
- Kiatari, buscando la luna (1988)
- Rosa de invierno (1988)
- #La Perricholi en la literatura, ópera, cine y televisión (1992)
- Tatán (1993)
- Mala mujer (2000)
- El Bien Esquivo (2001)
- Amor de madre (2015) como Alcides Gavilán.

También programas humorísticos
- La Comedia de los Sábados
- Los Detectilocos
- Supermarket Show
- Festejos con Cartavio

## Premios y reconocimientos
- Palmas Artísticas del Ministerio de Educación del Perú (2005)
- X Festival El Cine de Lima
- Reconocimiento a su trayectoria artística por municipalidad distrital de Magdalena del Mar (2012)